# Tagant-Plateau
Das Tagant-Plateau ist eine steinige Hochebene in Mauretanien. Es liegt im westlichen Teil der Sahara. Nach dem Tagant-Plateau benannt wurde der mauretanische Verwaltungsbezirk Tagant, der das Gebiet umfasst.

## Geographie

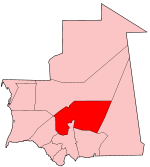
Der Verwaltungsbezirk Tagant in Zentral-Mauretanien.

Das Tagant-Plateau ist eine ringsum von einem Steilanstieg begrenzte vegetationsarme Hochfläche (hassania: ḍhar), die aus festen Sandebenen, Hammada, Bereichen mit Sanddünen (Erg) und einzelnen felsigen Erhebungen besteht. Im Nordosten geht das Tagant-Plateau in das Adrar-Plateau über.
Tagant heißt in der Berbersprache „Wald“, der Name bezog sich ursprünglich auf eine weiter südlich im günstigeren Klima der mauretanischen Sudanzone gelegene Landschaft.
Das Plateau besteht aus Sandsteinen, es ist etwa 200 bis 530 m hoch, wobei im Süden größere Höhen erreicht werden. In einigen Tälern des Tagant-Plateaus gibt es Oasen.
Das Tagant-Plateau liegt nördlich der Nationalstraße N3, der einzigen Asphaltstraße, die Mauretanien in west-östlicher Richtung vom Atlantik bis zur Mali-Grenze verbindet.

## Städte und Siedlungen
Auf dem Plateau und am Fuße des Tagant-Plateaus liegen einige Städte und Siedlungen:
- Tichitt
- Moudjéria
- Rachid
- Tidjikja, liegt auf dem Plateau